# Władcy Majów
Lista władców (ajaw) Majów.

Majański glif ajaw, oznaczający króla (władcę państwa-miasta w okresie klasycznym), a także dzień dwudziesty rytualnego kalendarza tzolkin.

Na czele każdego z majańskich miast-państw stał król (ahau, według nowej ortografii majańskiej – ajaw), tytułowany również kalomte („najwyższy władca”). Królewscy wasale, noszący tytuł sajal, zarządzali mniejszymi ośrodkami. Ponieważ król pełnił również funkcje religijne, zaś jego osoba otaczana była niemal boskim kultem, niektóre zapisy tytułują go k’uhul ajaw („święty król”).

## Znani władcy miast-państw w okresie klasycznym

### Caracol
| Ajaw i data panowania                                                                          | Zdjęcie | Data urodzenia                                                                  | Data śmierci               |
| ---------------------------------------------------------------------------------------------- | ------- | ------------------------------------------------------------------------------- | -------------------------- |
| Te’ K’ab Chaak                                                                                 |         |                                                                                 |                            |
| K’inich Tz’uutz’                                                                               |         |                                                                                 |                            |
| K’ahk’ Ujol K’inich I                                                                          |         |                                                                                 |                            |
| Yajaw Te’ K’inich I Od 12 kwietnia 484 (9.2.9.0.16)                                            |         |                                                                                 |                            |
| Tutum Yohl K’inich Tz’uutz’ I (K’an I) Od 13 kwietnia 531 (9.4.16.13.3)                        |         | ? Syn Yajaw Te’ K’inich I                                                       |                            |
| Yajaw Te’ K’inich II Od 18 kwietnia 553 (9.5.19.1.2)                                           |         | ? Syn Tutum Yohl K’inich Tz’uutz’ I i Ix K’al K’inich                           |                            |
| Knot Ajaw Od 24 czerwca 599 (9.7.5.14.17)                                                      |         | 28 listopada 575 (9.7.2.0.3) Syn Yajaw Te’ K’inich II                           |                            |
| Tutum Yohl K’inich Tz’uutz’ II (K’an II) 6 marca 618 (9.9.4.16.2) – 21 lipca 658 (9.11.5.15.9) |         | 18 kwietnia 588 (9.7.14.10.8) Syn Yajaw Te’ K’inich II i Ix Tiwool Chan Ek’ Lem | 21 lipca 658 (9.11.5.15.9) |
| K’ahk’ Ujol K’inich II 22 czerwca 658 (9.11.5.14.0) – 2 marca 680 (9.12.7.14.1)                |         |                                                                                 | 2 marca 680 (9.12.7.14.1)  |
| Władca VII                                                                                     |         |                                                                                 |                            |
| Tutum Yohl K’inich                                                                             |         |                                                                                 |                            |
| K’inich Joy K’awiil Od 10 grudnia 799 (9.18.9.5.9)                                             |         |                                                                                 |                            |
| K’inich Toob’il Yopaat                                                                         |         |                                                                                 |                            |
| Tum Yohl K’inich (K’an III)                                                                    |         |                                                                                 |                            |
| Władca XIII                                                                                    |         |                                                                                 |                            |

### Cobá
| Ajaw i data panowania                      | Zdjęcie | Data urodzenia | Data śmierci |
| ------------------------------------------ | ------- | -------------- | ------------ |
| Ju’npik Took’                              |         |                |              |
| K’ahk’ Chitam                              |         |                |              |
| Ux Man                                     |         |                |              |
| ? K’awiil                                  |         |                |              |
| Yopaat Taj ? Nah                           |         |                |              |
| Ixik ? Yopaat                              |         |                |              |
| K’ahk’ ? Yopaat                            |         |                |              |
| Kalo’mte’ ?                                |         |                |              |
| Władca A                                   |         |                |              |
| Xaman K’awiil Od 13 marca 632 (9.9.19.2.3) |         |                |              |
| Władca B Od 6 kwietnia 640 (9.10.7.5.9)    |         |                |              |
| Władca C Od 27 sierpnia 682 (9.12.10.5.12) |         |                |              |
| Władca D Od 773 (9.17.2.0.5)               |         |                |              |
| Władca E                                   |         |                |              |

### Copán
| Ajaw i data panowania                                                                    | Zdjęcie | Data urodzenia                   | Data śmierci                     |
| ---------------------------------------------------------------------------------------- | ------- | -------------------------------- | -------------------------------- |
| K’inich Yax K’uk’ Mo’ Od 426                                                             |         | ? Caracol                        |                                  |
| K’inich Popol Hol                                                                        |         | ? Syn K’inich Yax K’uk’ Mo’      |                                  |
| Władca 3                                                                                 |         |                                  |                                  |
| K’altuun Hix                                                                             |         |                                  |                                  |
| Władca 5                                                                                 |         |                                  |                                  |
| Władca 6                                                                                 |         |                                  |                                  |
| Bahlam Nehn                                                                              |         |                                  |                                  |
| Wi’ Yohl K’inich Od 22 listopada 532 (9.4.18.6.12)                                       |         |                                  |                                  |
| Władca 9 Od 28 grudnia 551 (9.5. 17.13.7)                                                |         |                                  |                                  |
| Moon Bahlam 24 maja 553 (9.5.19.3.0) – 24 października 578 (9.7.4.17.4)                  |         | ? Syn Bahlam Nehn                | 24 października 578 (9.7.4.17.4) |
| K’ahk’ Chan Yopaat 17 listopada 578 (9.7.5.0.8) – 20 stycznia 628 (9.9.14.16.9)          |         |                                  | 20 stycznia 628 (9.9.14.16.9)    |
| K’ahk’ Uti’ Witz’ K’awiil 5 lutego 628 (9.9.14.17.5) – 15 czerwca 695 (9.13.3.5.7)       |         |                                  | 15 czerwca 695 (9.13.3.5.7)      |
| Waxaklajuun Ub’aah K’awiil 9 lipca 695 (9.13.3.6.8) – 3 maja 738 (9.15.6.14.6)           |         |                                  | 3 maja 738 (9.15.6.14.6)         |
| K’ahk’ Joplaj Chan K’awiil 7 czerwca 738 (9.15.6.16.5) – 31 stycznia 749 (9.15.17.12.16) |         |                                  | 31 stycznia 749 (9.15.17.12.16)  |
| K’ahk’ Yipyaj Chan K’awiil Od 14 lutego 749 (9.15.17.13.10)                              |         | ? Syn K’ahk’ Joplaj Chan K’awiil |                                  |
| Yax Pasaj Chan Yopaat Od 28 czerwca 763 (9.16.12.5.17)                                   |         |                                  |                                  |
| Ukit Took’ Od 6 lutego 822 (9.19.11.14.15)                                               |         |                                  |                                  |

### Dos Pilas
| Ajaw i data panowania                                                               | Zdjęcie | Data urodzenia                                                     | Data śmierci                       |
| ----------------------------------------------------------------------------------- | ------- | ------------------------------------------------------------------ | ---------------------------------- |
| B’alaj Chan K’awiil                                                                 |         | 15 października 625 (9.9.12.11.2) Tikal, syn K’inich Muwaan Jol II |                                    |
| Itzamnaaj Bahlam                                                                    |         | ? Syn B’alaj Chan K’awiil                                          |                                    |
| Itzamnaaj K’awiil Od 24 marca 698 (9.13.6.2.0) – 22 października 726 (9.14.15.1.19) |         | 25 stycznia 673 (9.12.0.10.11) Syn B’alaj Chan K’awiil             | 22 października 726 (9.14.15.1.19) |
| Ucha’an K’in Bahlam 10 stycznia 727 (9.14.15.5.15) – 28 maja 741 (9.15.9.16.11)     |         |                                                                    | 28 maja 741 (9.15.9.16.11)         |
| K’awiil Chan K’inich Od 23 czerwca 741 (9.15.9.17.17)                               |         |                                                                    |                                    |

### Kaan
| Ajaw i data panowania                                                                | Zdjęcie | Data urodzenia                     | Data śmierci                      |
| ------------------------------------------------------------------------------------ | ------- | ---------------------------------- | --------------------------------- |
| Yuknoom Ch’een I                                                                     |         |                                    |                                   |
| Tuun K’ab’ Hix                                                                       |         |                                    |                                   |
| K’ahk’ Ti’ Ch’ich’                                                                   |         |                                    |                                   |
| Sky Chan                                                                             |         |                                    |                                   |
| Yax Yopaat 572 – 579                                                                 |         |                                    |                                   |
| Scroll Chan Od 2 września 579 (9.7.5.14.17)                                          |         |                                    |                                   |
| Yuknoom Ti’ Chan                                                                     |         |                                    |                                   |
| Tajoom Uk’ab K’ahk’ 28 marca 622 (9.9.9.0.5) – 1 października 630 (9.9.17.11.14)     |         |                                    | 1 października 630 (9.9.17.11.14) |
| Waxaklajuun Ub’aah Kan 630 – 5 marca 636 (9.10.3.2.12)                               |         |                                    | 7 lipca 640 (9.10.7.9.17)         |
| Yuknoom Head 630 – 636                                                               |         |                                    |                                   |
| Yuknoom Ch’een II Wielki 28 kwietnia 636 (9.10.3.5.10) – 686                         |         | 11 września 600 (9.8.7.2.17)       | 686                               |
| Yuknoom Yichʼaak Kʼahkʼ 3 kwietnia 686 (9.12.13.17.7) – 15 grudnia 697 (9.13.5.15.0) |         | 6 października 649 (9.10.16.16.19) | 15 grudnia 697 (9.13.5.15.0)      |
| Yuknoom Tookʼ Kʼawiil Od 3 kwietnia 698 (9.13.6.2.9)                                 |         |                                    |                                   |
| Wamaw K’awiil                                                                        |         |                                    |                                   |

### Naranjo
| Ajaw i data panowania                                      | Zdjęcie | Data urodzenia                                                            | Data śmierci                         |
| ---------------------------------------------------------- | ------- | ------------------------------------------------------------------------- | ------------------------------------ |
| Tzik’in Bahlam                                             |         |                                                                           |                                      |
| Naatz Chan Ahk                                             |         |                                                                           |                                      |
| Nieznany władca                                            |         |                                                                           |                                      |
| K’inich Tajal Chaak                                        |         |                                                                           |                                      |
| Aj Numsaaj Chan K’inich Od 5 maja 546 (9.5.12.0.4)         |         | ? Syn Pik Chan Ahkul i Ix Stone-in-Hand Sky                               |                                      |
| K’uxaj                                                     |         |                                                                           |                                      |
| K’ahk’ Xiiw Chan Chaak                                     |         |                                                                           |                                      |
| Wak Chanil Ajaw Od 27 sierpnia 682 (9.12.10.5.12)          |         | ? Córka B’alaj Chan K’awiil z Dos Pilas i Ix Bulu                         | 10 lub 11 lutego 741 (9.15.9.11.5/6) |
| K’ahk’ Tiliw Chan Chaak Od 28 maja 693 (9.13.1.3.19)       |         | 3 stycznia 688 (9.12.15.13.7) Syn K’ahk’ U ? Chan Chaak i Wak Chanil Ajaw |                                      |
| Yax Mayuy Chan Chaak                                       |         |                                                                           |                                      |
| K’ahk’ Yipiiy Chan Chaak Od 15 sierpnia 746 (9.15.15.3.16) |         |                                                                           |                                      |
| K’ahk’ Ukalaw Chan Chaak Od 8 listopada 755 (9.16.4.10.18) |         | ? Syn K’ahk’ Tiliw Chan Chaak i Ix Unen Bahlam                            |                                      |
| Bat K’awiil                                                |         | ? Syn K’ahk’ Ukalaw Chan Chaak                                            |                                      |
| Itzamnaaj K’awiil Od 4 lutego 784 (9.17.13.4.3)            |         | 13 marca 771 (9.17.0.2.12) Syn K’ahk’ Ukalaw Chan Chaak i Ix Shell Star   |                                      |
| Waxaklajuun Ub’aah K’awiil Od 24 czerwca 814 (9.19.4.1.1)  |         |                                                                           |                                      |

### Palenque
| Ajaw i data panowania                                                                    | Zdjęcie | Data urodzenia                                                             | Data śmierci                   |
| ---------------------------------------------------------------------------------------- | ------- | -------------------------------------------------------------------------- | ------------------------------ |
| K’uk’ Bahlam I Od 10 marca 431 (8.19.15.3.4)                                             |         | 30 marca 397 (8.18.0.13.6)                                                 |                                |
| Casper Od 9 sierpnia 435 (8.19.19.11.17)                                                 |         | 8 sierpnia 422 (8.19.6.8.8)                                                |                                |
| B’utz Aj Sak Chiik Od 28 lipca 487 (9.2.12.6.18)                                         |         | 14 listopada 459 (9.1.4.5.0)                                               |                                |
| Ahkal Mo’ Nahb I 3 czerwca 501 (9.3.6.7.17) – 29 listopada 524 (9.4.10.4.17)             |         | 5 lipca 465 (9.1.10.0.0)                                                   | 29 listopada 524 (9.4.10.4.17) |
| K’an Joy Chitam I 6 lutego 529 (9.4.14.10.4) – 6 lutego 565 (9.6.11.0.16)                |         | 3 maja 490 (9.2.15.3.8)                                                    | 6 lutego 565 (9.6.11.0.16)     |
| Ahkal Mo’ Nahb II 2 maja 565 ( 9.6.11.5.1) – 21 lipca 570 (9.6.16.10.7)                  |         | 3 września 523 (9.4.9.0.4)                                                 | 21 lipca 570 (9.6.16.10.7)     |
| Kan Bahlam I 6 kwietnia 572 (9.6.18.5.12) – 1 lutego 583 (9.7.9.5.5)                     |         | 18 września 524 (9.4.10.1.5)                                               | 1 lutego 583 (9.7.9.5.5)       |
| Yohl Ik’nal 23 grudnia 583 (9.7.10.3.8) – 4 listopada 604 (9.8.11.6.12)                  |         |                                                                            | 4 listopada 604 (9.8.11.6.12)  |
| Ajen Yohl Mat 1 stycznia 605 (9.8.11.9.10) – 8 sierpnia 612 (9.8.19.4.6)                 |         |                                                                            | 8 sierpnia 612 (9.8.19.4.6)    |
| Muwaan Mat Od 19 października 612 (9.8.19.7.18)                                          |         |                                                                            |                                |
| K’inich Janaab’ Pakal I Wielki 26 lipca 615 (9.9.2.4.8) – 28 sierpnia 683 (9.12.11.5.18) |         | 23 marca 603 (9.8.9.13.0) Syn K’an Mo’ Hix i Ix Sak K’uk                   | 28 sierpnia 683 (9.12.11.5.18) |
| K'inich Kan Bahlam II 7 stycznia 684 (9.12.11.12.10) – 16 lutego 702 (9.13.10.1.5)       |         | 20 maja 635 (9.10.2.6.6) Syn K’inich Janaab’ Pakal i Ix Tz’akbu Ajaw       | 16 lutego 702 (9.13.10.1.5)    |
| K’inich K’an Joy Chitam II Od 30 maja 702 (9.13.10.6.8)                                  |         | 2 listopada 644 (9.10.11.17.0) Syn K’inich Janaab’ Pakal i Ix Tz’akbu Ajaw |                                |
| K’inich Ahkal Mo’ Nahb III Od 30 grudnia 721 (9.14.10.4.2)                               |         | 13 września 678 (9.12.6.5.8) Syn Tiwol Chan Mat i Ix Kinuw                 |                                |
| K’inich Janaab Pakal II                                                                  |         |                                                                            |                                |
| K’inich Kan Bahlam III                                                                   |         |                                                                            |                                |
| K’inich K’uk’ Bahlam II Od 4 marca 764 (9.16.13.0.7)                                     |         | ? Syn K’inich Ahkal Mo’ Nahb III i Ix Men Nik                              |                                |
| Janaab Pakal III Od 13 listopada 799 (9.18.9.4.4)                                        |         |                                                                            |                                |

### Piedras Negras
| Ajaw i data panowania                                                           | Zdjęcie | Data urodzenia                                                        | Data śmierci                     |
| ------------------------------------------------------------------------------- | ------- | --------------------------------------------------------------------- | -------------------------------- |
| Władca A                                                                        |         |                                                                       |                                  |
| Władca B                                                                        |         |                                                                       |                                  |
| Turtle Tooth                                                                    |         |                                                                       |                                  |
| Władca C                                                                        |         |                                                                       |                                  |
| K’inich Yo’nal Ahk I 14 listopada 603 (9.8.10.6.16) – 3 lutego 639 (9.10.6.2.1) |         |                                                                       | 3 lutego 639 (9.10.6.2.1)        |
| Władca 2 12 kwietnia 639 (9.10.6.5.9) – 15 listopada 686 (9.12.14.10.13)        |         | 22 maja 626 (9.9.13.4.1) Syn K’inich Yo’nal Ahk I i Ix Bird Headdress | 15 listopada 686 (9.12.14.10.13) |
| K’inich Yo’nal Ahk II 2 stycznia 687 (9.12.14.13.1) – 729                       |         | 29 grudnia 664 (9.11.12.7.2) Syn Władcy 2 i Ix White Bird             | 729                              |
| Władca 4 9 listopada 729 (9.14.18.3.13) – 26 listopada 757 (9.16.6.11.17)       |         | 18 listopada 701 (9.13.9.14.15)                                       | 26 listopadaa 757 (9.16.6.11.17) |
| Yo’nal Ahk III Od 10 marca 758 (9.16.6.17.1)                                    |         |                                                                       |                                  |
| Ha’ K’in Xook Od 14 lutego 767 (9.16.16.0.4)                                    |         |                                                                       |                                  |
| Władca 7 Od 31 maja 781 (9.17.10.9.4)                                           |         | 7 kwietnia 750 (9.15.18.16.7)                                         |                                  |

### Quiriguá
| Ajaw i data panowania                                                                | Zdjęcie | Data urodzenia | Data śmierci                |
| ------------------------------------------------------------------------------------ | ------- | -------------- | --------------------------- |
| Tok Casper Od 8 września 426 (8.19.10.11.0)                                          |         |                |                             |
| Tutuum Yohl K'inich                                                                  |         |                |                             |
| Władca 3                                                                             |         |                |                             |
| K’awiil Yopaat Od 18 kwietnia 553 (9.5.19.1.2)                                       |         |                |                             |
| K’ahk’ Tiliw Chan Yopaat 29 grudnia 724 (9.14.13.4.17) – 27 lipca 785 (9.17.14.13.2) |         |                | 27 lipca 785 (9.17.14.13.2) |
| Sky Xul Od 11 października 785 (9.17.14.16.18)                                       |         |                |                             |
| Jade Sky                                                                             |         |                |                             |

### Tikál
| Ajaw i data panowania                                                             | Zdjęcie | Data urodzenia                                  | Data śmierci                  |
| --------------------------------------------------------------------------------- | ------- | ----------------------------------------------- | ----------------------------- |
| Yax Ehb Xook                                                                      |         |                                                 |                               |
| Foliated Bahlam                                                                   |         |                                                 |                               |
| Animal Headdress                                                                  |         |                                                 |                               |
| Sihyaj Chan K’awiil I                                                             |         | ? Syn Animal Headdress i Ix Skull               |                               |
| Unen Bahlam                                                                       |         |                                                 |                               |
| K’inich Muwaan Jol                                                                |         |                                                 |                               |
| Chak Tok Ich’aak I Do 15 stycznia 378 (8.17.1.4.12)                               |         | ? Syn K’inich Muwaan Jol i Ix Bahlam Way        | 15 stycznia 378 (8.17.1.4.12) |
| Yax Nuun Ayiin I Od 12 września 379 (8.17.2.16.17)                                |         | ? Syn Spearthrower Owl                          |                               |
| Sihyaj Chan K’awiil II 26 listopada 411 (8.18.15.11.0) – 3 lutego 456 (9.1.0.8.0) |         | ? Syn Yax Nuun Ayiin I i Lady K’inich           | 3 lutego 456 (9.1.0.8.0)      |
| K’an Chitam Od 22 sierpnia 458 (9.1.2.17.17)                                      |         | ? Syn Sihyaj Chan K’awiil II i Ix Ahiin         |                               |
| Chak Tok Ich’aak II Do 24 lipca 508 (9.3.13.12.5)                                 |         | ? Syn K’an Chitam i Ix Tzutz Nik                | 24 lipca 508 (9.3.13.12.5)    |
| Pani z Tikal Od 19 kwietnia 511 (9.3.16.8.4)                                      |         | 1 września 504 (9.3.9.13.3)                     |                               |
| Kaloomte Bahlam                                                                   |         |                                                 |                               |
| Bird Claw                                                                         |         |                                                 |                               |
| Wak Chan K’awiil                                                                  |         | ? Syn Chak Tok Ich’aak II i Ix Hand             |                               |
| Animal Skull                                                                      |         | ? Syn Fire Cross i Ix Hand Sky                  |                               |
| Władca 23                                                                         |         |                                                 |                               |
| Władca 24                                                                         |         |                                                 |                               |
| Nuun Ujol Chaak                                                                   |         |                                                 |                               |
| Jasaw Chan Kʼawiil I Od 3 maja 682 (9.12.9.17.16)                                 |         | ? Syn Nuun Ujol Chaak i Ix Jaguar Seat          |                               |
| Yikʼin Chan Kʼawiil Od 8 grudnia 734 (9.15.3.6.8)                                 |         | ? Syn Jasaw Chan Kʼawiil I i Ix Lachan Unen Mo’ |                               |
| Władca 28                                                                         |         | ? Syn Yikʼin Chan Kʼawiil                       |                               |
| Yax Nuun Ayiin II Od 25 grudnia 768 (9.16.17.16.4)                                |         | ? Syn Yikʼin Chan Kʼawiil                       |                               |
| Nuun Ujol K’inich                                                                 |         |                                                 |                               |
| Dark Sun                                                                          |         |                                                 |                               |
| Jewel K'awiil                                                                     |         |                                                 |                               |
| Jasaw Chan Kʼawiil II                                                             |         |                                                 |                               |

### Toniná
| Ajaw i data panowania                                     | Zdjęcie | Data urodzenia                  | Data śmierci |
| --------------------------------------------------------- | ------- | ------------------------------- | ------------ |
| Władca 1                                                  |         |                                 |              |
| Chak Bolon Chaak                                          |         |                                 |              |
| K’inich Muhk                                              |         |                                 |              |
| K’inich Sanaw Bahlam Yaxuun Tihl                          |         |                                 |              |
| K’inich Bahlam Chapaat Od stycznia 615 (9.9.1.13.11)      |         | 13 kwietnia 607 (9.8.12.14.17)  |              |
| Władca 2 Od 20 sierpnia 668 (9.11.16.0.1)                 |         |                                 |              |
| K’inich Baaknal Chaak Od 16 czerwca 688 (9.12.16.3.12)    |         | 23 grudnia 652 (9.11.0.3.13)    |              |
| Władca 4 Od 24 listopada 708 (9.13.16.16.18)              |         | 12 września 706 (9.13.14.12.14) |              |
| K’inich Ich’aak Chapaat Od 15 listopada 723 (9.14.12.2.7) |         | 11 stycznia 709 (9.13.17.1.6)   |              |
| K’inich Tuun Chapaat                                      |         |                                 |              |
| Władca 7                                                  |         |                                 |              |
| Władca 8                                                  |         | 6 lipca 756 (9.16.5.4.9)        |              |
| Uh Chapaat                                                |         |                                 |              |
| Władca 10                                                 |         |                                 |              |

### Yaxchilán
| Ajaw i data panowania                                                                  | Zdjęcie | Data urodzenia                                                        | Data śmierci                   |
| -------------------------------------------------------------------------------------- | ------- | --------------------------------------------------------------------- | ------------------------------ |
| Yopaat Bahlam I                                                                        |         |                                                                       |                                |
| Itzamnaaj Bahlam I                                                                     |         |                                                                       |                                |
| Yaxuun Bahlam I                                                                        |         |                                                                       |                                |
| Yax Deer-Antler Skull                                                                  |         |                                                                       |                                |
| Władca 5                                                                               |         |                                                                       |                                |
| K’inich Tatbu Skull I                                                                  |         |                                                                       |                                |
| Moon Skull                                                                             |         |                                                                       |                                |
| Yaxuun Bahlam II                                                                       |         |                                                                       |                                |
| Knot-eye Bahlam I                                                                      |         | ? Syn Yaxuun Bahlam II                                                |                                |
| K’inich Tatbu Skull II Od 11 lutego 526 (9.4.11.8.16)                                  |         | ? Syn Yaxuun Bahlam II i Ix Chuwen                                    |                                |
| Knot-eye Bahlam II                                                                     |         |                                                                       |                                |
| Itzamnaaj Bahlam II                                                                    |         |                                                                       |                                |
| K’inich Tatbu Skull III                                                                |         |                                                                       |                                |
| Yaxuun Bahlam III Od 15 września 629 (9.9.16.10.13)                                    |         | ? Syn K’inich Tatbu Skull III                                         |                                |
| Itzamnaaj Bahlam III 20 października 681 (9.12.9.8.1) - 15 czerwca 742 (9.15.10.17.14) |         | ? Syn Yaxuun Bahlam III i Ix Pakal                                    | 15 czerwca 742 (9.15.10.17.14) |
| Yopaat Bahlam II                                                                       |         |                                                                       |                                |
| Yaxuun Bahlam IV Od 29 kwietnia 752 (9.16.1.0.0)                                       |         | 23 sierpnia 709 (9.13.17.12.10) Syn Itzamnaaj Bahlam III i Ix Uh Chan |                                |
| Itzamnaaj Bahlam IV                                                                    |         | ? Syn Yaxuun Bahlam IV i Ix Chak Joloom                               |                                |
| K’inich Tatbu Skull IV                                                                 |         | ? Syn Itzamnaaj Bahlam IV i Ix Ch’ab Ajaw                             |                                |